# Brug 1473
Brug 1473 is een bouwkundig kunstwerk in Amsterdam-Zuidoost.
Deze voetbrug van de hand van architect Dirk Sterenberg uit Hoorn is ontworpen door de Dienst der Publieke Werken. Voor het voet- en fietspadenstelsel in Amsterdam-Zuidoost waren talloze bruggen en bruggetjes nodig. Sterenberg herhaalde voor die bouwwerken steeds dezelfde basis en varieerde daarop. 
De brug 1473 ligt honderdvijfendertig meter ten zuiden van brug 1351, een brug met eenzelfde doel en bijna hetzelfde uiterlijk. Jaar van bouwen is echter 1985, het brugnummer is meer dan 100 opgeschoven en de brug kreeg een andere vorm brugpijler mee. De twee brugpijlers bestaan uit twee heipalen waarop een betonnen abstracte sculptuur geplaatst in opgevulde V-vorm. Daarop liggen de houten liggers die het brugdek dragen. De leuningen werd net als elders in de wijk uitgevoerd in zware houten balken, hier in de kleur wit. Door het landelijk gebied sloegen die regelmatig groen uit. Brugdek en leuningen waren niet bestand tegen het Nederlandse weer. De bovenbouw werd begin 21e eeuw vervangen door slankere leuningen naar model van Haasnoot Bruggen, die relatief veel bruggen bouwde en vernieuwde in Amsterdam.   
1431 · 1432 · 1438 · 1439 · 1444 · 1445 · 1446 · 1447 · 1448 · 1449 ·  1450 · 1451 · 1452 · 1453 · 1454 · 1455 · 1456 · 1457 · 1458 · 1459 · 1461 · 1462 · 1463 · 1464 · 1465 · 1466 · 1471 · 1472 · 1473 · 1477 · 1478 · 1479 · 1482 · 1483 · 1484 · 1485 · 1486 · 1487 · 1488 · 1489 · 1490
Overige brugnummers niet vergeven of gesloopt (gegevens 2022).